# Let the Bad Times Roll
Let the Bad Times Roll (englisch für „Lass die schlechten Zeiten vorbeiziehen“) ist das zehnte Studioalbum der US-amerikanischen Punkband The Offspring. Es wurde am 16. April 2021 über das Label Concord Records veröffentlicht.

## Produktion
Das Album wurde von dem US-amerikanischen Musikproduzenten Bob Rock produziert.

## Covergestaltung
Das Albumcover zeigt eine Frau mit geschminktem Gesicht, die in Schwarz gekleidet ist und einen schwarzen Hut trägt. Sie hat sechs Hände, in denen sie Geld, eine Piratenflagge, eine schwarze Rose, Pillen und einen Revolver hält. Oben im Bild befindet sich der typische Schriftzug The Offspring in Weiß, während der Titel Let the Bad Times Roll in Rot am unteren Bildrand steht. Der Hintergrund ist blau-schwarz gehalten.

## Titelliste
| #  | Titel                            | Länge |
| -- | -------------------------------- | ----- |
| 1  | This Is Not Utopia               | 2:38  |
| 2  | Let the Bad Times Roll           | 3:18  |
| 3  | Behind Your Walls                | 3:21  |
| 4  | Army of One                      | 3:11  |
| 5  | Breaking These Bones             | 2:46  |
| 6  | Coming for You                   | 3:48  |
| 7  | We Never Have Sex Anymore        | 3:30  |
| 8  | In the Hall of the Mountain King | 1:00  |
| 9  | The Opioid Diaries               | 3:01  |
| 10 | Hassan Chop                      | 2:20  |
| 11 | Gone Away                        | 3:16  |
| 12 | Lullaby                          | 1:12  |

## Chartplatzierungen und Singles
Let the Bad Times Roll stieg am 23. April 2021 auf Platz fünf in die deutschen Albumcharts ein und belegte in den folgenden Wochen die Ränge 20 und 35. Insgesamt konnte es sich sieben Wochen in den Top 100 halten. Besonders erfolgreich war das Album in Österreich, wo es die Chartspitze erreichte. Ebenfalls die Top 10 erreichte es unter anderem in Australien, im Vereinigten Königreich, in der Schweiz und in Frankreich.
| ChartsChartplatzierungen       | Höchstplatzierung | Wochen |
| ------------------------------ | ----------------- | ------ |
| Deutschland (GfK)              | 5 (7 Wo.)         | 7      |
| Österreich (Ö3)                | 1 (10 Wo.)        | 10     |
| Schweiz (IFPI)                 | 4 (12 Wo.)        | 12     |
| Vereinigtes Königreich (OCC)   | 3 (1 Wo.)         | 1      |
| Vereinigte Staaten (Billboard) | 27 (1 Wo.)        | 1      |

| ChartsJahrescharts (2021) | Platzierung |
| ------------------------- | ----------- |
| Schweiz (IFPI)            | 90          |

Bereits am 30. Januar 2015 wurde der Song Coming for You – damals noch ohne Albumankündigung – als Single veröffentlicht. Am 23. Februar 2021 erschien der Titelsong Let the Bad Times Roll als zweite Auskopplung, bevor am 2. April 2021 das Lied We Never Have Sex Anymore als dritte Single folgte. Zu allen drei Songs, die sich nicht in den Charts platzieren konnten, erschienen auch Musikvideos. Nach Erscheinen des Albums wurden zudem Videos zu This Is Not Utopia, The Opioid Diaries und Behind Your Walls veröffentlicht.

## Rezeption
Let the Bad Times Roll wurde von professionellen Kritikern überwiegend mittelmäßig bewertet. So erreichte das Album bei metacritic eine Durchschnittsbewertung von 56 %, basierend auf sieben Rezensionen englischsprachiger Medien.
Kai Butterweck von laut.de bewertete Let the Bad Times Roll mit drei von möglichen fünf Punkten. Das Album serviere „dem eingefleischten Fan der ersten Stunde all das, was die Band Mitte der Neunziger so richtig groß werden ließ.“ Dabei drückten The Offspring mitunter „ordentlich aufs Tempo“ und „zaubern jedem Fan von flotten Pogo-Sounds ein Lächeln ins Gesicht,“ auch wenn es an „Großkalibern“ ihrer früheren Hits fehle.